# Antoni Długosz

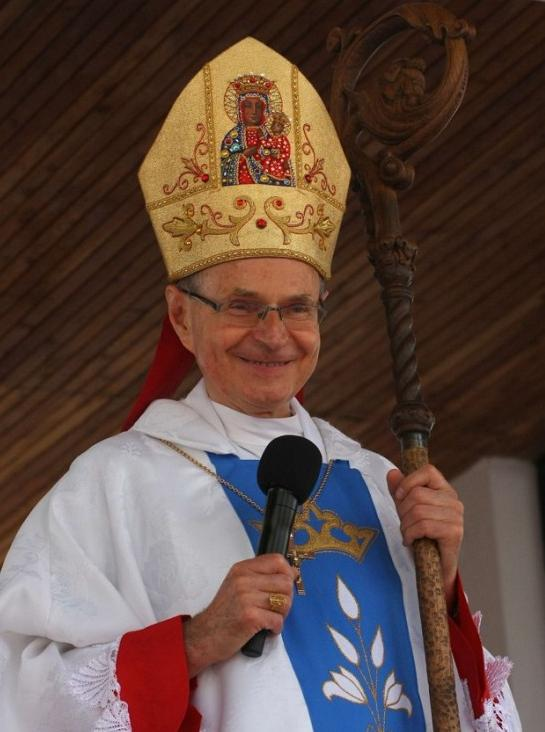
Weihbischof Anton Józef Długosz (2010)

Anton Józef Długosz (* 18. April 1941 in Tschenstochau, Generalgouvernement) ist ein polnischer römisch-katholischer Geistlicher und emeritierter Weihbischof in Tschenstochau.

## Leben
Anton Józef Długosz besuchte das Romuald-Traugutt-Gymnasium in Tschenstochau, an dem er 1959 das Abitur erlangte. Von 1959 bis 1965 studierte er Philosophie und Katholische Theologie am Priesterseminar des Bistums Tschenstochau in Krakau. Mit einer von Stanisław Grzybek betreuten bibeltheologischen Arbeit erwarb er einen Abschluss im Fach Katholische Theologie. Am 20. Juni 1965 empfing er in der Kathedrale von Częstochowa durch den Bischof von Tschenstochau, Stefan Bareła, das Sakrament der Priesterweihe für das Bistum Tschenstochau (ab 1992 Erzbistum Tschenstochau).
Długosz war nach der Priesterweihe zunächst als Pfarrvikar der Pfarreien Heiliger Geist in Wieruszów (1965–1966), St. Peter und Paul in Maczki (1966–1968) und St. Lambertus in Radomsko (1968) tätig. 1968 setzte er seine Studien an der Katholischen Theologischen Akademie Warschau fort, an der er 1971 bei Stanisław Grzybek mit einer bibeltheologischen Arbeit über die konstitutiven Elemente der Berufung im Alten Testament einen Magister Theologiae erwarb. Neben seinem Studium wirkte er als Kaplan der Ursulinen im Warschauer Stadtteil Młociny. Nach der Rückkehr ins Bistum Tschenstochau war Długosz einige Monate abermals Pfarrvikar der Pfarrei St. Lambertus in Radomsko, bevor er 1972 Verantwortlicher für den Religionsunterricht und Leiter der Abteilung für Katechese an der Diözesankurie des Bistums Tschenstochau wurde. Daneben studierte er ab 1973 erneut an der Katholischen Theologischen Akademie Warschau und wurde 1976 bei Stanisław Grzybek mit der Arbeit Opowieść o Gedeonie (Sdz 6–8), w świetle współczesnej teologii biblijnej („Die Geschichte von Gideon (Richter 6–8) im Licht der zeitgenössischen biblischen Theologie“) zum Doktor der Theologie promoviert. Zusätzlich zu seiner Tätigkeit an der Diözesankurie lehrte Długosz ab 1972 Bibelwissenschaft am Katechetischen Zentrum in Tschenstochau sowie ab 1975 auch Katechetik am Priesterseminar des Bistums Tschenstochau in Krakau, am Theologischen Institut in Tschenstochau und von 1977 bis 1979 am Priesterseminar des Erzbistums Krakau. Ab 1992 war er darüber hinaus auch Dozent für Katechetik am Priesterseminar des Bistums Sosnowiec in Krakau und an der Theologischen Hochschule in Sosnowiec sowie an der Hochschule für Philosophie und Pädagogik Ignatianum in Krakau. Ab 1993 fungierte Długosz zudem als Direktor der Theologischen Instituts in Tschenstochau. Ferner war er Direktor des Rehabilitationszentrums Betania für Kinder mit Behinderung und drogenabhängige Jugendliche.
Am 18. Dezember 1993 ernannte ihn Papst Johannes Paul II. zum Titularbischof von Aggar und zum Weihbischof in Tschenstochau. Die Bischofsweihe spendete ihm Johannes Paul II. am 6. Januar 1994 im Petersdom; Mitkonsekratoren waren der Substitut des Staatssekretariats des Heiligen Stuhls, Kurienerzbischof Giovanni Battista Re, und der Sekretär der Kongregation für die Evangelisierung der Völker, Kurienerzbischof Josip Uhač. Anton Długosz wählte den Wahlspruch Servire („Dienen“). Als Weihbischof war er zudem Generalvikar des Erzbistums Tschenstochau. 1994 wurde er an der Päpstlichen Theologischen Akademie Krakau mit der Arbeit Katechetyczne przesłanie znaków Starego Testamentu („Die katechetische Botschaft der Zeichen des Alten Testaments“) habilitiert. Długosz engagierte sich besonders für Gehörlose, Menschen mit Behinderung und Drogenabhängige. So organisierte er unter anderem Wallfahrten für Gehörlose zum Nationalheiligtum Jasna Góra in Częstochowa. Außerdem trat er mehrfach in der Kinderfernsehsendungen Ziarno auf Telewizja Polska und Kropelka zdrowie auf Telewizja Trwam auf. Überdies verfasste er mehrere Kinderlieder und trat bei Konzerten auf.
Papst Franziskus nahm am 7. Mai 2016 das altersbedingte Rücktrittsgesuch von Antoni Długosz an. Er ist weiterhin als Seelsorger im Seniorenheimen der Albertinerinnen in Tschenstochau tätig.
In der Polnischen Bischofskonferenz fungiert Długosz als Delegierter für die seelsorgliche Betreuung sozial unangepasster Jugendlicher. Zuvor war er Delegierter der Bischofskonferenz für die Bewegung Licht-Leben und für den Verein Arka.
2007 wurde Długosz Kavalier des Orden des Lächelns. 2016 erhielt er das Ritterkreuz des Ordens Polonia Restituta und 2017 die Silbermedaille der Gloria-Artis-Medaille für kulturelle Verdienste. Außerdem wurde ihm 2018 das Ehrenabzeichen für Verdienste um den Schutz der Kinderrechte verliehen.